# ケビン・ルッソ
ケビン・アレクサンダー・ルッソ（Kevin Alexander Russo、1984年7月8日 - ）は、アメリカ合衆国・ニューヨーク州ウェスト・ベビロン出身の元プロ野球選手（三塁手及び左翼手）。右投右打。

## 経歴

### プロ入り前
サンジャッキント大学からベイラー大学に編入する。

### プロ入りとマイナー時代とヤンキース時代
2006年のMLBドラフトでニューヨーク・ヤンキースから20巡目指名され、入団。この年は、傘下のルーキー級ガルフ・コーストリーグ・ヤンキースで45試合に出場した。
2007年は、A+級タンパ・ヤンキースで109試合に出場した。
2008年は、AA級トレントン・サンダーで71試合に出場した。
2009年は、AAA級スクラントン・ウィルクスバリ・ヤンキースで90試合に出場した。オフに、ルール・ファイブ・ドラフトでの他球団の指名から守る為、40人枠に登録された。
2010年5月8日にメジャー初昇格し、同日のボストン・レッドソックス戦でメジャーデビューを果たした。5月21日のニューヨーク・メッツ戦でメジャー初安打を記録した。この年は、メジャーで31試合に出場した。
2011年5月6日にジェス・トッドを40人枠に登録する為、DFAとなった。この年は、AAA級スクラントン・ウィルクスバリで113試合に出場した。
2012年は、AAA級スクラントン・ウィルクスバリで101試合に出場し、オフに退団した。

### タイガース傘下時代
2012年11月18日にデトロイト・タイガースとマイナー契約を結んだ。
2013年は、傘下のAAA級トレド・マッドヘンズで103試合に出場し、オフに退団した。
その後は、野球界から遠ざかっている。

## 詳細情報

### 背番号
- 26 (2010年 - 同年途中)
- 27 (2010年途中 - 同年途中)
- 60 (2010年途中 - 同年終了)